# Wilhelm Heinrich Wackenroder
Wilhelm Heinrich Wackenroder (født 13. juli 1773 i Berlin, død 13. februar 1798 sammesteds) var en tysk forfatter der sammen med vennen Ludwig Tieck var med til at grundlægge romantikken i Tyskland; han var tillige jurist og ansat ved kammerretten i Berlin.
Wackenroder kom tidligt under indflydelse af den ældre tyske kultur ved med vennen Tieck at besøge gotiske katedraler i Nürnberg og Bamberg; herved omvurderede han Middelalderens æstetik og så epoken som et højdepunkt, hvor alle højere følelser spillede sammen i kunsten, især ved den religiøse ekstases formidling på æstetikkens område. Han skrev blandt andet den halvt novellistiske Herzensergiessungen eines kunstliebenden klosterbruders (1797 "Fantasier af en kunstelskende klosterbroder") med forord af Tieck, som er et af romantikkens gennembrudsværker i Tyskland; omtrent samtidig begyndte Friedrich og August Schlegel at udgive Athenäum, og Tieck udgav Der blonde Eckbert.
Wackenroders værk er svært at placere genremæssigt og forløber mellem essay og prosapoesi; den religiøse andagt fremholdes som kilden til den kunstneriske skaben. Bogen bidrog til at fremkalde den tysk-romantiske malerskole, bl.a. "Nazarenerne", og påvirkede stærkt Wackenroders ven Tieck; det udgør et af de mere markante dokumenter til romantikkens historie. Albrecht Dürer og Rafael vurderes her højere end det hidtil havde været tilfældet, men det var frem for alt inden for musikken at Wackenroder anså, at den religiøse æstetik kunne komme klarest til udtryk. Allerede året efter udgivelsen døde Wackenroder, 24 år gammel.